# Антоніо Касо
Антоніо Касо Андраде (ісп. Antonio Caso Andrade; 19 грудня 1883, Мехіко, Мексика — 6 березня 1946, Мехіко, Мексика) — мексиканський філософ, юрист і громадський діяч, ректор Національного автономного університету Мексики.

## Твори
- «Філософія інтуїції» (La filosofía de la intuición, 1914)
- «Існування як економія, як незацікавленість і як милосердя» (La existencia como economia, como desinterés y como caridad, 1916)
- «Концепція універсальної історії» (El concepto de la historia universal, 1918)
- «Концепція історії і філософія цінностей» (El concepto de la historia universal en la filosofía de los valores, 1923)
- «Позитивізм, неопозитивізм та феноменологія» (Positivismo, neopositivismo y fenomenología, 1941)